# جیمز وسولوسکی
جیمز وسولوسکی (انگلیسی: James Wesolowski؛ زادهٔ ۲۵ اوت ۱۹۸۷) بازیکن فوتبال اهل لهستان است.
از باشگاه‌هایی که در آن بازی کرده‌است می‌توان به باشگاه فوتبال همیلتون آکادمیکال، باشگاه فوتبال اولدهام اتلتیک، باشگاه فوتبال چلتنهام تاون، باشگاه فوتبال داندی یونایتد، باشگاه فوتبال پیتربورو یونایتد، باشگاه فوتبال لستر سیتی، و باشگاه فوتبال شروزبری تاون اشاره کرد.
وی همچنین در تیم ملی فوتبال Australia U20 بازی کرده‌است.